# Saut à ski aux Jeux olympiques de 2026
Navigation
Pékin 2022 Alpes françaises 2030
Les épreuves de saut à ski aux Jeux olympiques d'hiver de 2026 ont lieu du 7 au 16 février 2026 en Italie à Predazzo dans le Val di Fiemme sur les Tremplins Giuseppe-Dal-Ben. 
Cette olympiade marque l'apparition de l'épreuve de l'épreuve individuelle féminin sur grand tremplin et de la parité homme-femme en terme de participants.
Le Super Team masculin remplace l'épreuve par équipe masculine : chaque nation aligne deux athlètes répartis en deux groupes et la compétition prévoit trois sauts ; après le premier saut, seules les 12 meilleures équipes participent au deuxième saut, tandis que les 8 meilleures équipes à l'issue du deuxième saut participent au dernier saut. Cela permet à plus de nations de pouvoir participer car il est juste nécessaire d'avoir minimum deux sauteurs masculins contre quatre auparavant.

## Qualifications
La liste d'attribution des quotas olympiques est calculée à l'aide du classement cumulé de la Coupe du monde de la FIS et du Grand Prix d'été sur deux saisons, à savoir du 1er juillet 2024 au 18 janvier 2026. Dès qu'un CNO atteint le quota maximum de quatre hommes (respectivement quatre femmes), ses autres représentants ne sont plus pris en compte.
46 quotas masculin et 48 quotas féminins sont attribués via ce classement, le pays hôte étant assuré d'avoir au moins un représentant par sexe. Après le 25e rang, les comités nationaux ne peuvent enregistré un maximum de 3 places qualificatives pour les hommes.
Il reste 4 quotas masculins et 2 quotas féminins qui sont attribués aux pays pour aligner une équipe mixte.
Pour participer aux épreuves par équipe, les nations peuvent utiliser un compétiteur qui s'est qualifié en combiné nordique.

## Calendrier
| Heure | Horaire local de l'épreuve (UTC +1) Heure de Paris (UTC +1) |

| Épreuves | Épreuves | Jour de compétition (Février 2026) | Jour de compétition (Février 2026) | Jour de compétition (Février 2026) | Jour de compétition (Février 2026) | Jour de compétition (Février 2026) | Jour de compétition (Février 2026) | Jour de compétition (Février 2026) | Jour de compétition (Février 2026) | Jour de compétition (Février 2026) | Jour de compétition (Février 2026) |
| Épreuves | Épreuves | Lun. 7                             | Dim. 8                             | Lun. 9                             | Mar. 10                            | Mer. 11                            | Jeu. 12                            | Ven. 13                            | Sam. 14                            | Dim. 15                            | Lun. 16                            |
| Hommes   | Hommes   |                                    |                                    | Petit tremplin 19:00-21:15         |                                    |                                    |                                    |                                    | Grand tremplin 18:45-21:05         |                                    | Super team 19:00-21:05             |
| Femmes   | Femmes   | Petit tremplin 18:45-21:00         |                                    |                                    |                                    |                                    |                                    |                                    |                                    | Grand tremplin 18:45-21:05         |                                    |
| Mixte    | Mixte    |                                    |                                    |                                    | Par équipe 18:45-21:10             |                                    |                                    |                                    |                                    |                                    |                                    |

## Résultats

### Hommes
| Épreuves                       | Or | Or  | Argent | Argent | Bronze | Bronze |
| ------------------------------ | -- | --- | ------ | ------ | ------ | ------ |
| HS 106 résultats détaillés     |    | pts |        | pts    |        | pts    |
| HS 140 résultats détaillés     |    | pts |        | pts    |        | pts    |
| Super team résultats détaillés |    | pts |        | pts    |        | pts    |

### Femmes
| Épreuves                   | Or | Or  | Argent | Argent | Bronze | Bronze |
| -------------------------- | -- | --- | ------ | ------ | ------ | ------ |
| HS 106 résultats détaillés |    | pts |        | pts    |        | pts    |
| HS 140 résultats détaillés |    | pts |        | pts    |        | pts    |

### Mixtes
| Épreuves                                      | Or | Or  | Argent | Argent | Bronze | Bronze |
| --------------------------------------------- | -- | --- | ------ | ------ | ------ | ------ |
| HS 106 par équipes mixtes résultats détaillés |    | pts |        | pts    |        | pts    |

## Tableau des médailles
- Pays organisateur ( Italie)

| Rang | Pays | Médaille d'or, Jeux olympiques | Médaille d'argent, Jeux olympiques | Médaille de bronze, Jeux olympiques | Total |